# Шор, Мойше
Мойше Шор (пол. Mojżesz Schorr — Мойжеш Шорр), в СССР носил имя Моисей Озияшович Шорр; (10 мая 1874, Пшемысль — 8 июля 1941, Узбекистан) — раввин Тломацкой хоральной синагоги в Варшаве, польско-еврейский историк-ориенталист, ассириолог. В 1918 году избран действительным членом Академии наук Польши. Сенатор парламента Польши в 1936—1938 гг. (был назначен президентом Польши И. Мосцицким).

## Биография

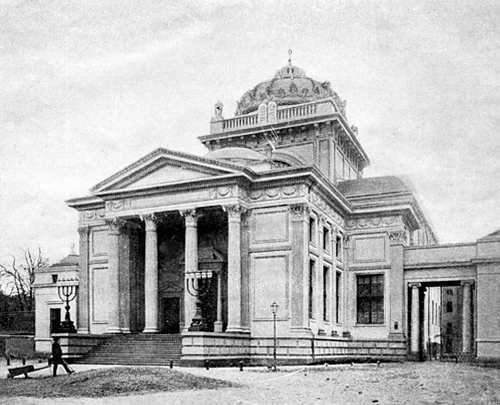
Большая хоральная синагога на улице Тломацкая улица (Tłomackie) в Варшаве.

Выходец из семьи раввинов Галиции. Получил образование в Венской раввинской семинарии и в университетах Вены, Берлина и Львова.
В 1899—1923 гг. преподавал иудаизм и историю в Еврейском педагогическом институте во Львове.
С 1915 года Шор — профессор Львовского университета.
С 1923 г. — раввин Большой хоральной синагоги на улице Тломацкой в Варшаве и в том же году получил пост профессора семитологии Варшавского университета. Один из организаторов и ректоров Института иудейских исследований, где он стал профессором в 1928 году.
Шор не состоял в политических партиях, но был убежденным сионистом. Шор часто представлял интересы всей еврейской общины Польши как внутри страны так и на международных форумах.
После начала Второй мировой войны в сентябре 1939 г. Шор бежал в Советский Союз, но был арестован НКВД и погиб в заключении в Узбекистане.
Его арест вызвал большой международный резонанс, за его освобождение ходатайствовал Франклин Рузвельт, но Шор остался умирать в тюрьме.

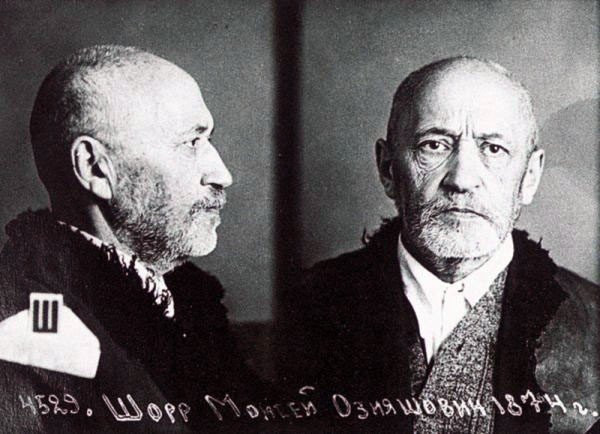
Мойше Шор после ареста в 1941 году

## Книги М. Шора
- «Организация евреев Польши с древних времен до 1772 г.» (1899)
- «Евреи Пшемысля до конца 18 столетия» (1903)
- Издание указов короля Станислава Августа Понятовского от 1765 г. (1909)
- «Древневавилонские правовые акты» (тт. 1-3, 1907—1910) (на немецком языке)
- «Источники древневавилонского гражданского и процессуального права» (1913) (на немецком языке).